# Clint Eastwoods filmografi
Clint Eastwoods filmografi listar de filmer där Clint Eastwood medverkar.
Efter att ha börjat sin skådespelarkarriär uteslutande med små okrediterade filmroller och TV-framträdanden har hans karriär sträckt sig  över mer än 50 år. Eastwood har medverkat i flera TV-serier, framför allt Rawhide, som han medverkade i under åtta säsonger. Serien ledde till att han fick huvudrollen i För en handfull dollar, För några få dollar mer och Den gode, den onde, den fule. Eastwood har medverkat i över 50 filmer varav 42 i huvudrollen, inklusive Häng dom högt, Dirty Harry, Flykten från Alcatraz, Broarna i Madison County och Gran Torino. Han regisserade sin första film 1971 och debuterade officiellt som producent 1982 med filmen Firefox, men han hade i praktiken varit medproducent sedan filmen Häng dom högt 1968, dock utan att omnämnas i sluttexterna. Eastwood har även bidragit med filmmusik, som artist, kompositör och textförfattare. De flesta produktioner Eastwood har medverkat i tillhör genrerna western, action och drama.
Eastwood har varit en primär karaktär i två filmserier; som Mannen utan namn i dollartrilogin och som Harry Callahan i Dirty Harry-serien. Andra noterbara roller inkluderar Josey Wales i Mannen utanför lagen, Främlingen i Mannen med oxpiskan, Philo Beddoe i Den vilda fighten och dess uppföljare Nu fightas vi igen, Predikanten i Pale Rider, William Munny i De skoningslösa, Frankie Dunn i Million Dollar Baby och Walt Kowalski i Gran Torino.
Eastwood har fått flera utmärkelser och nomineringar för sitt arbete, bl.a. för filmerna De skoningslösa, Mystic River, och Million Dollar Baby. Bland utmärkelserna märks Academy Award, Directors Guild of America Awards, Golden Globe Award och People's Choice Awards. Enligt webbplatsen Box Office Mojo har Eastwoods filmer inbringat 1,68 miljarder amerikanska dollar enbart i USA. Detta ger att snitt på 37 miljoner per film. Filmen American Sniper som hade premiär i USA den 16 januari 2015 drog in hela 89 269 066 dollar under premiärhelgen i USA. Detta är rekord för en Eastwood-film.

## Filmografi
| År   | Titel                                     | Krediterad som | Krediterad som | Krediterad som | Krediterad som | Krediterad som                      | Info              |
| År   | Titel                                     | Regissör       | Producent      | Musik          | Skådespelare   | Roll                                | Info              |
| ---- | ----------------------------------------- | -------------- | -------------- | -------------- | -------------- | ----------------------------------- | ----------------- |
| 1955 | Monstret tar hämnd                        |                |                |                | Ja             | Laboratorietekniker                 | Okrediterad roll  |
| 1955 | Francis in the Navy                       |                |                |                | Ja             | Jonesy                              | Mindre roll       |
| 1955 | De djärvas uppror                         |                |                |                | Ja             | Saxare                              | Okrediterad roll  |
| 1955 | Giftspindeln                              |                |                |                | Ja             | Jet Squadron Leader                 | Okrediterad roll  |
| 1956 | En läkares dårskap                        |                |                |                | Ja             | Will                                | Okrediterad roll  |
| 1956 | Med lagens rätt                           |                |                |                | Ja             | Tom                                 | Okrediterad roll  |
| 1956 | Stormbåtar till anfall                    |                |                |                | Ja             | Marine                              | Okrediterad roll  |
| 1956 | The First Traveling Saleslady             |                |                |                | Ja             | Roughrider                          | Mindre roll       |
| 1957 | Försvunnen i Japan                        |                |                |                | Ja             | Dumbo-pilot                         | Okrediterad roll  |
| 1957 | Fienden i djupet                          |                |                |                | Ja             | Sjöman                              | Okrediterad roll  |
| 1958 | Flygeskadern Lafayette                    |                |                |                | Ja             | George Moseley                      | Mindre roll       |
| 1958 | Apacheöverfallet vid Cimarron Pass        |                |                |                | Ja             | Keith Williams                      | Biroll            |
| 1964 | För en handfull dollar                    |                |                |                | Ja             | Joe (Mannen utan namn)              | Huvudroll         |
| 1965 | För några få dollar mer                   |                |                |                | Ja             | Manco (Mannen utan namn)            | Huvudroll         |
| 1966 | Den gode, den onde, den fule              |                |                |                | Ja             | Blondie (Mannen utan namn)          | Huvudroll         |
| 1967 | Häxor                                     |                |                |                | Ja             | Charlie                             | Cameo             |
| 1968 | Häng dom högt                             |                |                |                | Ja             | Jed Cooper                          | Huvudroll         |
| 1968 | Coogans bluff                             |                |                |                | Ja             | Walt Coogan                         | Huvudroll         |
| 1968 | Örnnästet                                 |                |                |                | Ja             | Lt. Schaffer                        | Underordnad roll  |
| 1969 | Guldrushens glada dagar                   |                |                | Ja             | Ja             | Pardner                             | Huvudroll         |
| 1970 | Sierra Torrida                            |                |                |                | Ja             | Hogan                               | Huvudroll         |
| 1970 | Kellys hjältar                            |                |                |                | Ja             | Menige Kelly                        | Huvudroll         |
| 1971 | Korpral McB - anmäld saknad               |                |                |                | Ja             | John McBurney                       | Huvudroll         |
| 1971 | Mardrömmen                                | Ja             |                |                | Ja             | David Garver                        | Huvudroll         |
| 1971 | Dirty Harry                               |                |                |                | Ja             | Harry Callahan                      | Huvudroll         |
| 1972 | Joe Kidd                                  |                |                |                | Ja             | Joe Kidd                            | Huvudroll         |
| 1973 | Mannen med oxpiskan                       | Ja             |                |                | Ja             | Främlingen                          | Huvudroll         |
| 1973 | Breezy - Fri som kärleken                 | Ja             |                |                | Ja             | Man stående på pir                  | Okrediterad cameo |
| 1973 | Magnum Force                              |                |                |                | Ja             | Harry Callahan                      | Huvudroll         |
| 1974 | Thunderbolt                               |                |                |                | Ja             | John 'Thunderbolt' Doherty          | Huvudroll         |
| 1975 | Licens att döda                           | Ja             |                |                | Ja             | Jonathan Hemlock                    | Huvudroll         |
| 1976 | Mannen utanför lagen                      | Ja             |                |                | Ja             | Josey Wales                         | Huvudroll         |
| 1976 | Hårdingen                                 |                |                |                | Ja             | Harry Callahan                      | Huvudroll         |
| 1977 | Hetsjakten                                | Ja             |                |                | Ja             | Ben Shockley                        | Huvudroll         |
| 1978 | Den vilda fighten                         |                |                |                | Ja             | Philo Beddoe                        | Huvudroll         |
| 1979 | Flykten från Alcatraz                     |                |                |                | Ja             | Frank Lee Morris                    | Huvudroll         |
| 1980 | Bronco Billy                              | Ja             |                | Ja             | Ja             | Bronco Billy McCoy                  | Huvudroll         |
| 1980 | Nu fightas vi igen                        |                |                | Ja             | Ja             | Philo Beddoe                        | Huvudroll         |
| 1982 | Firefox                                   | Ja             |                | Ja             | Ja             | Major Mitchell Gant                 | Huvudroll         |
| 1982 | Honkytonk Man                             | Ja             | Ja             | Ja             | Ja             | Red Stovall                         | Huvudroll         |
| 1983 | Sudden Impact                             | Ja             | Ja             |                | Ja             | Harry Callahan                      | Huvudroll         |
| 1984 | Tightrope                                 |                | Ja             |                | Ja             | Wes Block                           | Huvudroll         |
| 1984 | City Heat                                 |                |                | Ja             | Ja             | Lt. Speer                           | Huvudroll         |
| 1985 | Pale Rider                                | Ja             | Ja             |                | Ja             | Preacher                            | Huvudroll         |
| 1986 | Heartbreak Ridge                          | Ja             | Ja             | Ja             | Ja             | Gunnery St. Thomas 'Gunny' Highway  | Huvudroll         |
| 1988 | Dödsspelet                                |                |                |                | Ja             | Harry Callahan                      | Huvudroll         |
| 1988 | Bird                                      | Ja             | Ja             |                |                |                                     |                   |
| 1989 | Thelonious Monk: Straight, No Chaser      |                | Ja             |                |                |                                     |                   |
| 1989 | Pink Cadillac                             |                |                |                | Ja             | Tommy Nowak                         | Huvudroll         |
| 1990 | Vit jägare, svart hjärta                  | Ja             | Ja             |                | Ja             | John Wilson                         | Huvudroll         |
| 1990 | The Rookie - Nykomlingen                  | Ja             |                |                | Ja             | Nick Pulovski                       | Huvudroll         |
| 1992 | De skoningslösa                           | Ja             | Ja             |                | Ja             | William 'Will' Munny                | Huvudroll         |
| 1993 | I skottlinjen                             |                |                |                | Ja             | Secret Service Agent Frank Horrigan | Huvudroll         |
| 1993 | A Perfect World                           | Ja             |                | Ja             | Ja             | Texas Ranger Red Garnett            | Underordnad roll  |
| 1995 | Broarna i Madison County                  | Ja             | Ja             | Ja             | Ja             | Robert Kincaid                      | Huvudroll         |
| 1995 | The Stars Fell on Henrietta               |                | Ja             |                |                |                                     |                   |
| 1995 | Casper                                    |                |                |                | Ja             | Sig själv                           | Okrediterad cameo |
| 1997 | Absolut makt                              | Ja             | Ja             | Ja             | Ja             | Luther Whitney                      | Huvudroll         |
| 1997 | Midnatt i ondskans och godhetens trädgård | Ja             | Ja             |                |                |                                     |                   |
| 1999 | Ögonblicket före tystnaden                | Ja             | Ja             | Ja             | Ja             | Steve Everett                       | Huvudroll         |
| 2000 | Space Cowboys                             | Ja             | Ja             |                | Ja             | Frank Corvin                        | Huvudroll         |
| 2002 | Blodspår                                  | Ja             | Ja             |                | Ja             | Terry McCaleb                       | Huvudroll         |
| 2003 | Mystic River                              | Ja             | Ja             | Ja             |                |                                     |                   |
| 2004 | Million Dollar Baby                       | Ja             | Ja             | Ja             | Ja             | Frankie Dunn                        | Huvudroll         |
| 2006 | Flags of Our Fathers                      | Ja             | Ja             | Ja             |                |                                     |                   |
| 2006 | Letters from Iwo Jima                     | Ja             | Ja             |                |                |                                     |                   |
| 2007 | Grace Is Gone                             |                |                | Ja             |                |                                     |                   |
| 2008 | Changeling                                | Ja             | Ja             | Ja             |                |                                     |                   |
| 2008 | Gran Torino                               | Ja             | Ja             | Ja             | Ja             | Walt Kowalski                       | Huvudroll         |
| 2009 | Invictus – de oövervinneliga              | Ja             | Ja             |                |                |                                     |                   |
| 2010 | Livet efter detta                         | Ja             | Ja             | Ja             |                |                                     |                   |
| 2010 | Dave Brubeck: In His Own Sweet Way        |                | Ja             |                |                |                                     |                   |
| 2011 | J. Edgar                                  | Ja             | Ja             | Ja             |                |                                     |                   |
| 2012 | Trouble with the Curve                    |                | Ja             |                | Ja             | Gus                                 | Huvudroll         |
| 2014 | Jersey Boys                               | Ja             | Ja             |                | Ja             |                                     |                   |
| 2014 | American Sniper                           | Ja             | Ja             |                | Ja             | Kyrkobesökare                       | Okrediterad cameo |
| 2016 | Sully                                     | Ja             | Ja             |                |                |                                     |                   |
| 2017 | Indian Horse                              |                | Ja             |                |                |                                     |                   |
| 2018 | The 15:17 to Paris                        | Ja             | Ja             |                |                |                                     |                   |
| 2018 | A Star Is Born                            |                | Ja             |                |                |                                     |                   |
| 2018 | The Mule                                  | Ja             | Ja             |                | Ja             | Earl Stone                          | Huvudroll         |
| 2019 | Richard Jewell                            | Ja             | Ja             |                |                |                                     |                   |
| 2021 | Cry Macho                                 | Ja             | Ja             |                | Ja             | Mike Milo                           | Huvudroll         |
| 2024 | Juror No. 2                               | Ja             | Ja             |                |                |                                     |                   |

## TV-program
Eastwood gjorde flera små roller i olika TV-serier under den tidiga delen av sin karriär. Rollistan nedan innefattar endast skådespelarroller och utesluter andra framträdanden som pratshower, intervjuer, ceremonier och annan relaterad media.
| År   | Titel                            | Titel                                       | Krediterad som | Krediterad som | Krediterad som |
| År   | Serie                            | Notering                                    | Regissör       | Skådespelare   | Roll           |
| ---- | -------------------------------- | ------------------------------------------- | -------------- | -------------- | -------------- |
| 1955 | Allen in Movieland               | TV-film                                     |                | Ja             | Orderly        |
| 1955 | Highway Patrol                   | 1 avsnitt: "Motorcycle A"                   |                | Ja             | Joe Keeley     |
| 1956 | Death Valley Days                | 6 avsnitt                                   |                | Ja             | John Lucas     |
| 1957 | The West Point Story             | 1 avsnitt: "White Fury"                     |                | Ja             |                |
| 1958 | Navy Log                         | 1 avsnitt: "The Lonely Watch"               |                | Ja             | Burns          |
| 1959 | Maverick                         | 1 avsnitt: "Duel at Sundown"                |                | Ja             | Red Hardigan   |
| 1959 | Rawhide                          | 217 avsnitt                                 |                | Ja             | Rowdy Yates    |
| 1962 | Mister Ed                        | 1 avsnitt: "Clint Eastwood Meets Mister Ed" |                | Ja             | Sig själv      |
| 1985 | Amazing Stories                  | 1 avsnitt: "Vanessa in the Garden"          | Ja             |                |                |
| 2003 | The Blues                        | 1 avsnitt: "Piano Blues"                    | Ja             |                |                |
| 2009 | Johnny Mercer: The Dream's On Me |                                             | Ja             | Ja             | Sig själv      |